# آگریجنتو ۱۵۳۷۲
سیارک ۱۵۳۷۲ (به انگلیسی: 15372 Agrigento، نامگذاری:1996TK41) پانزده هزار و سیصد و هفتاد و دومین سیارک کشف شده‌است که در ۸ اکتبر ۱۹۹۶ کشف شد.
قدر مطلق سیارک برابر ۳۲.۳ است.